# Prova neuropsicològica
Les proves neuropsicològiques són eines dissenyades específicament per a mesurar una funció psicològica coneguda vinculada a una estructura o via cerebral. En general, impliquen l'administració sistemàtica de procediments clarament definits en un entorn controlat. Les proves neuropsicològiques són generalment administrades a una sola persona per part d'un examinador en un entorn tranquil i lliure de distraccions. Tanmateix, es pot argumentar que les proves neuropsicològiques de vegades ofereixen una estimació del rendiment cognitiu màxim d'una persona. Aquestes proves neuropsicològiques són un component essencial del procés de realització de l'avaluació neuropsicològica.
La majoria de proves neuropsicològiques que s'utilitzen actualment es basen en la teoria psicomètrica tradicional. En aquest model, la puntuació bruta d'una persona en una prova es compara amb una mostra normativa de la població general, que idealment hauria de ser escollida dins d'una població comparable a la persona examinada. Els estudis normatius solen proporcionar dades estratificades per edat, nivell educatiu, i / o l'origen ètnic; factors que s'ha demostrat que afecten els resultats en una prova en particular. Això permet que el rendiment d'una persona sigui comparat amb el d'un grup de control adient, i d'aquesta manera proporcionar una avaluació adequada del seu funcionament cognitiu actual.